# Museu Nacional de Bahrain
El Museu nacional de Bahrain (en àrab متحف البحرين الوطني, Matḥaf al-Baḥrayn al-Waṭanī) és el més gran i un dels més antics museus públics al país asiàtic de Bahrain. Es va construir a prop de l'autopista Rei Faisal, a la ciutat d'Al-Manama, i va ser inaugurat el desembre de 1988. El complex del museu que costa prop de 30 milions de dòlars, abasta 27.800 metres quadrats i consta de dos edificis. El museu posseeix una rica col·lecció d'antics objectes arqueològics de Bahrain adquirits des de 1988, i cobreix sis mil anys d'història de Bahrain.